# Jeep Cherokee (SJ)
Jeep Cherokee — американский внедорожник, разработанный на основе конструкции Jeep Wagoneer и выпускавшийся с 1974 до 1983 года. Имел несколько модификации с разными двигателями и КПП.

## История
Внедорожник Jeep Cherokee дебютировал в 1974 году как спортивная версия модели Wagoneer образца 1963 года, он отличался от исходника комплектациями и внешним оформлением.
Изначально машина выпускалась в варианте с трёхдверным кузовом.
В 1976 году начался выпуск модели «Cherokee Chief».
В 1977 году началось производство варианта с пятидверным кузовом.

## Варианты
Jeep Cherokee выпускался в нескольких модификациях и вариантах исполнения (с разными двигателями, механической и автоматической КПП). На автомобиль устанавливали моторы V8 объёмом 5,9 и 6,6 литра и рядные шестицилиндровые двигатели объёмом 4,2 литра.